# ARGUS-IS
Das ARGUS-IS, ein Akronym für Autonomous Real-Time Ground Ubiquitous Surveillance Imaging System (dt. etwa allgegenwärtiges autonomes bildgebendes Echtzeit-Überwachungssystem), ist ein in der Testphase befindliches von Luftfahrzeugen aus einsetzbares Videoüberwachungssystem der Defense Advanced Research Projects Agency (DARPA), mit dessen Entwicklung das Unternehmen BAE Systems beauftragt wurde. Der Vertrag wurde Ende 2007 mit einem Budget von 18,5 Mio. USD und einer Laufzeit von 30 Monaten vergeben.
Der Name ARGUS weist auch auf den Allesseher Argus, einem Riesen der griechischen Mythologie, hin.

## Hintergrund und Technik
Laut DARPA ist Ziel des Programms, militärischen Nutzern eine flexible, reaktionsschnelle und kontinuierliche Möglichkeit zum Finden, Verfolgen und Überwachen von Aktivitäten auf dem Boden zu bieten. ARGUS-IS bietet militärischen Nutzern eine dauerhafte Überwachungsmöglichkeit eines bis zu 35 km² großen Gebiets aus Höhen bis zu 5000 Metern, um taktische Benutzer in einem dynamischen Gefechtsfeld oder städtischen Umgebung zu unterstützen. Die drei wichtigsten Komponenten des ARGUS-IS sind ein 1,8 Gigapixel Video-System mit vier Linsen, 368 handelsüblichen Kamerasensorchips mit je 5 Megapixel und zwei Verarbeitungs-Subsystemen, eines in der Luft und das andere auf dem Boden. Im Gegensatz zu bisherigen Systemen werden direkt an Bord des Luftfahrzeugs in Echtzeit aufbereitete Videodaten und keine Rohdaten an die Bodenstation übermittelt.

## Verwendung und Einsatz
Der erste Testflug mit einem UH-60 Black Hawk fand im Februar 2010 statt. Aktuell ist die Boeing A160 Hummingbird als Plattform vorgesehen. Komponenten des ARGUS-IS finden sich auch in der zweiten Version des Gorgon-Stare-Systemes wieder, dass damit in die Lage versetzt werden soll eine Fläche von 100 km² zu überwachen. Es soll hier zusammen dem mit Mind’s-Eye-System zur Aufklärung eingesetzt werden.
ARGUS-IS kann bis zu 20.000 sich in Bewegung befindliche Personen aus der Luft verfolgen und identifizieren – parallel und in Echtzeit. Nach dem Russischen Überfall auf die Ukraine wurde es von der Ukraine verwendet.